# 気温の前日比
気温の前日差（きおんのぜんじつさ）は、テレビなどの天気予報において、前日とこれからの気温を比較し、差を表すもの。TBSが初めて行ったと言われている。
従来の天気予報では、気象の言葉にもあるように「例年」または「平年」が、これからの気温の比較として使われていた。しかし、「例年・平年（過去30年間の平均）」や「昨年の同じ頃」などからは、以後の気温の感覚がつかめないことなどから、民放のTBSがお天気コーナーで採用したのが始まりと言われている。以後、各局民放・NHKなどが取り入れるまではあたりまえにテレビなどで使われている。
一般的に、気温の前日比が大きくなると（+,-両方）、体調管理や衣服の調節には気を付けなければならないとされる。熱中症対策を考える場合などは、気温の前日比と合わせて湿度や風の状態なども同時に考慮するべきだとされる。
気温の前日比が大きくなる日は、寒冷前線の通過前後、冬の強い寒気の襲来の前後、雨の前後、台風や低気圧などの接近によるフェーン現象発生時などである。

## メディアでの表示
一般に、上段に以後の気温（大きめの文字）、下段に「きのう」または「きょう」の気温（小さめに）が表示される。気温が高くなる場合は「＋○℃」で、気温が下がる場合は「－○℃」。ほとんど変わりがない場合「±0℃」と表示される。